# Der Untertan

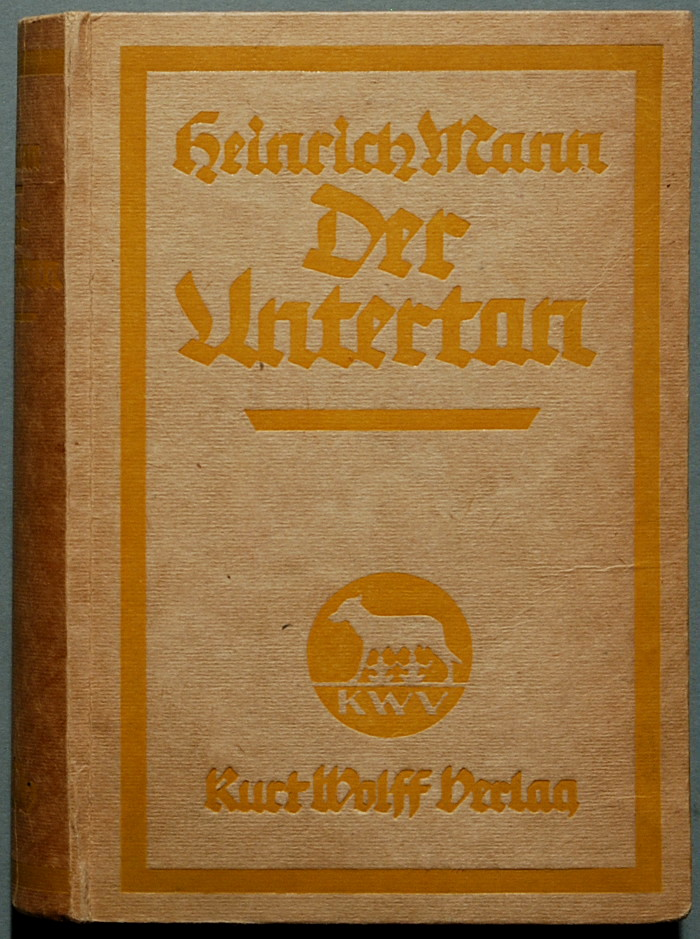
Umschlagdeckel des Erstdrucks von 1918

Der Untertan ist ein Roman von Heinrich Mann aus dem Jahr 1914. Das Romanmanuskript trägt den Untertitel: »Geschichte der öffentlichen Seele unter Wilhelm II.« Die erste Buchausgabe erschien 1918 im Kurt Wolff Verlag. Heinrich Mann erzählt mit scharfem Witz die Lebensgeschichte des fiktiven Opportunisten und Karrieristen Diederich Heßling von dessen Kindheit bis hin zur Sicherung seiner Stellung in der wilhelminischen Gesellschaft des deutschen Kaiserreichs um die Jahrhundertwende vom 19. zum 20. Jahrhundert. Die Satire ist eine unverhohlene Kritik am Kaiserreich unter dem Regiment Wilhelm II., eine politische Kritik am kaiserfanatischen Bürgertum wie dem erschlafften Altliberalismus und eine Mentalitätsstudie über den autoritären Typus.
Der Roman gilt als das wichtigste literarische Dokument über das Kaiserreich. Zeitgenossen und spätere Autoren wie Historiker erkannten im Untertan die mustergültige Zeichnung eines zeitgeistigen Männertypus und Darstellung der Vorgeschichte zum Ersten Weltkrieg. Als Gegenspieler des kaisertreuen Heßling ist der Honoratior Buck gezeichnet, ein Teilnehmer der Revolution von 1848, der durch Heßlings Ränke nicht nur den Verlust seiner Anhänger und das Ende der städtischen Bürgerlichkeit wie auch die Isolation seiner Familie, sondern den politischen Sieg der Kaisertreuen mit Hilfe korrupter Gewerkschafter erleben muss, ehe ihm auf dem Sterbebett ausgerechnet Heßling als der Leibhaftige vor der Türe erscheint. Der Untertan wird als Heinrich Manns bedeutendster Beitrag zur deutschen Literatur des 20. Jahrhunderts gewertet.

## Inhalt
Der Roman beschreibt Diederich Heßling als ein Beispiel für einen obrigkeitshörigen Feigling in der Gesellschaft des deutschen Kaiserreichs. Heßling ist ein Mitläufer und Konformist ohne Zivilcourage. Heinrich Mann erzählt mit ironischer Distanz Heßlings Lebensgeschichte von dessen Kindheit bis hin zur Sicherung seiner Stellung in der wilhelminischen Gesellschaft. Er wird dargestellt als unsicherer junger Mann, Student, Mitglied einer schlagenden Studentenverbindung, Stammtischagitator, Fabrikbesitzer, Kontrahent des Proletariats, Beherrscher der Familie, lokalpolitischer Intrigant und Verehrer des deutschen Kaisers Wilhelm II. An einer Kette solcher Episoden, denen Zitate aus Kaiserreden als Leitfaden dienen, wird Heßlings Aufstieg zu Einfluss und Macht dargestellt, wobei sich seine Persönlichkeit einerseits als Tyrann gegen Schwächere auslebt, andererseits als Untertan, der sich freudig höheren politischen Gewalten unterordnet.
Heßling identifiziert sich mit den Weltmachtambitionen der radikalen Nationalisten, die den kommenden Weltkrieg herbeiwünschen. Während einer Rede zur Einweihung eines kaiserlichen Denkmals, in der sich Heßling selbst als Bürger der Zeit beschreibt, wird die Ordnung durch ein apokalyptisch anmutendes Gewitter aufgelöst. Als kritischen Gegensatz zu Heßling lässt Heinrich Mann als Darstellung des verkümmernden Liberalismus den Vater eines Bekannten, den Revolutionär Buck, im Angesicht Heßlings sterben.

## Intention
Der Untertan persifliert die wilhelminische Epoche und analysiert die Situation der damaligen Zeit. Heinrich Mann diagnostizierte die nationalistische Politik sowie die Machtverhältnisse seiner Epoche unter der Regierung Wilhelms II. In diesem Zusammenhang lässt Mann den alten Buck sagen:

„Wenn die Katastrophe, der sie auszuweichen denken, vorüber sein wird, sei gewiss, die Menschheit wird das, worauf die erste Revolution folgte, nicht scham- und vernunftloser nennen, als die Zustände, die die unseren waren.“

Damit nahm Mann den bald folgenden Weltkrieg vorweg und verglich die wilhelminische Ära mit jener des Vormärz.

## Entstehungs- und Veröffentlichungsgeschichte (1911 bis 1918)
Erste Aufzeichnungen zum Projekt Der Untertan entstanden schon in den Jahren 1906/07. Das Manuskript, mit dessen Niederschrift Heinrich Mann Ende 1911 begann, wurde einen Monat vor Beginn des Ersten Weltkrieges 1914 abgeschlossen. Bereits Ende 1911 wurde im Simplicissimus ein Auszug unter dem Titel Lebensfrühling abgedruckt, es folgte im Frühjahr 1912 ein weiterer unter dem Titel Die Neuteutonen.
Der Roman erschien von Januar 1914 bis kurz nach Kriegsbeginn als Vorabdruck in Fortsetzungen in der Zeitschrift Zeit im Bild (bei Kriegsbeginn Abbruch auf Drängen der Redaktion) und als Buchausgabe erst im Dezember 1918 bei Kurt Wolff (1.–7. Tausend: Einbandgestaltung: Emil Preetorius) in Leipzig. Auf der Rückseite des Titelblatts dieser Ausgabe findet sich der Vermerk: „Der Roman wurde abgeschlossen Anfang Juli 1914“.
Noch im selben Jahr wurde Der Untertan von Kurt Wolff in die Reihe Der Neue Roman aufgenommen; diese Ausgabe trägt auf der Vorderseite des Umschlags die Aufschrift: „Heinrich Mann / Der Untertan / Das Deutschland Wilhelms II. / Von einem, der es früher als andere durchschaut hat. Im Juli 1914 beendet, darf der Roman 1918 endlich erscheinen.“
Als Quelle intensiv genutzt hat Heinrich Mann folgende Publikation: Wilhelm Schröder, Das persönliche Regiment. Reden und sonstige öffentliche Äußerungen Wilhelms II. (München: G. Birk & Co., 1907). Er verwendete daraus zahlreiche Zitate aus Ansprachen und sonstigen Verlautbarungen des Kaisers, hauptsächlich in drei Reden Diederich Heßlings: die Ansprache an die Arbeiter anlässlich der Übernahme des väterlichen Betriebs, seine Zeugenaussage im Majestätsbeleidigungsprozess und die Festrede bei der Enthüllung des Netziger Denkmals für Kaiser Wilhelm I. Dem Werk des Sozialdemokraten Schröder entnahm Mann darüber hinaus eine große Zahl von zeitgeschichtlichen Daten und Fakten. So teilt Schröder z. B. über die (reale) Denkmal-Enthüllung am 22. März 1897 in Berlin mit: „Der Kaiser hielt vor dem Festzelt und kommandierte der Fahnenkompanie des 1. Garderegiments: ›Rührt euch!‹ Der Bläserchor intonierte: ›Vortreten zum Beten‹.“ Das wird in die entsprechende Szene im Untertan teilweise wörtlich übernommen. – Vgl. dazu die Aufsätze von Hartmut Eggert (1971) und Peter Sprengel (1992); am genauesten nachgewiesen und belegt werden die Zitatübernahmen und sonstigen Entlehnungen aus Schröders Buch in der Edition des Romans von Werner Bellmann (Durchgesehene und ergänzte Ausgabe: Ditzingen: Reclam, Oktober 2021).

## Rezeption
Während Thomas Mann seinem Bruder „internationale Verleumdung“, „nationale Ehrabschneiderei“ und „ruchlosen Ästhetizismus“ vorwarf, lobte Kurt Tucholsky das Buch als „Herbarium des deutschen Mannes“ (Die Weltbühne, 20. März 1919) und schrieb dazu unter anderem: „Diese Parallele mit dem Staatsoberhaupt ist erstaunlich durchgearbeitet. Diederich Heßling gebraucht nicht nur dieselben Tropen und Ausdrücke, wenn er redet wie sein kaiserliches Vorbild – am lustigsten einmal in der Antrittsrede zu den Arbeitern (»Leute! Da ihr meine Untergebenen seid, will ich euch nur sagen, daß hier künftig forsch gearbeitet wird.« Und: »Mein Kurs ist der richtige, ich führe euch herrlichen Tagen entgegen.«) – er handelt auch im Sinne des Gewaltigen, er beugt sich nach oben, wie der seinem Gotte, so er seinem Regierungspräsidenten, und tritt nach unten.“ 1927 bekräftigte Tucholsky seine Aussagen in einer weiteren Rezension: „Es spricht für den genialen Weitblick des Künstlers, der den Untertan geschrieben hat, dass nichts, aber auch nichts, was in diesem Buche steht, so übertrieben ist, wie seine Feinde es gern wahr haben möchten. Man hat mir von rechts her immer wieder, wenn ich das Buch als den Anatomie-Atlas des Reichs rühmte, entgegengehalten: »Das gibt es nicht – das kann es nicht geben! Karikatur! Parodie! Satire! Pamphlet!« Und ich sage: bescheidene Fotografie. Es ist in Wahrheit schlimmer, es ist viel schlimmer“ (Mit Rute und Peitsche durch Preußen-Deutschland, in: Die Weltbühne, 23. August 1927).
Die Debatte um die Repräsentativität des Untertans als Sinnbild des wilhelminischen Reiches erhielt in den 1980er Jahren Auftrieb, als Hans-Ulrich Wehler (unterstützt von Ossip K. Flechtheim) die These formulierte, dass „kein Historiker [die Rolle des meinungsbildenden akademischen Bürgertums bei der Verbreitung eines so radikalen, antidemokratischen Nationalismus im Deutschen Kaiserreich] so eindringlich beschreiben konnte“ wie Heinrich Mann, während Eberhard Straub ihn als eine Karikatur beschrieb, „der den Staatsbürger und den Rechts-, Kultur- und Sozialstaat seiner Gegenwart nicht begriff“.
Die Idee, der Reichstagsabgeordnete Diederich Hahn könnte Pate zu Diederich Heßling gestanden haben, erwies sich als nicht belegt. Auch die im Berliner Heinrich-Mann-Archiv lagernden Notizbücher des Dichters zu dessen Der-Untertan-Manuskripten enthalten dazu nichts. Die Literaturwissenschaftlerin Ariane Martin (Universität Mainz) geht davon aus, der Autor dürfte bei seiner Romanfigur etymologisch „Theoderich“ gemeint haben, den starken typisch deutschen Mann, den „hässlichen“ Deutschen.
Der Untertan gehörte in der DDR zur schulischen Pflichtlektüre. Der Roman wurde in die ZEIT-Bibliothek der 100 Bücher und in die ZEIT-Schülerbibliothek aufgenommen.

## Adaptionen

### Bildende Kunst
Der Maler Karl Hubbuch schuf 1923 eine gleichnamige Lithografie. Bernhard Heisig illustrierte den Untertan für eine 1992 erschienene Ausgabe der Büchergilde Gutenberg.

### Film
1951 verfilmte Wolfgang Staudte den Roman mit Werner Peters in der Hauptrolle erfolgreich. Regisseur und Hauptdarsteller erhielten dafür den Nationalpreis der DDR. Staudtes Film fiel in der Bundesrepublik Deutschland zunächst der Zensur zum Opfer: Er wurde, vor allem wegen der Schlusssequenz (Trümmerlandschaft nach dem Zweiten Weltkrieg), als Angriff auf die Bundesrepublik gewertet und daher verboten, durfte nur in geschlossenen Veranstaltungen gezeigt werden und wurde erst 1957 in einer stark gekürzten Fassung freigegeben. Erst zwanzig Jahre später zeigte das westdeutsche Fernsehen den Film ungekürzt.

### Hörspiel
Der Westdeutsche Rundfunk produzierte den Roman 1971 als Hörspiel (Länge: 349 Minuten) in der Bearbeitung von Walter Andreas Schwarz und unter der Regie von Ludwig Cremer. Die Hauptrollen übernahmen Heinz Drache als Diederich Heßling und Heiner Schmidt und Walter Andreas Schwarz als Erzähler.
Weitere Hauptfiguren sprachen: Heinz von Cleve als Herr Heßling, Irmgard Först als Frau Heßling, Walter Jokisch als Herr Göppel und Veronika Bayer als Agnes Göppel.

### Ausgaben
- Heinrich Mann: Der Untertan. Roman. 1.–7. Tausend. Leipzig: Kurt Wolff Verlag, 1918.
- Heinrich Mann: Der Untertan. Roman. Berlin/Weimar: Aufbau-Verlag, 1965. 21967 (Heinrich Mann. Gesammelte Werke. Hrsg. von der Deutschen Akademie der Künste zu Berlin. Red. Sigrid Anger. 19 Bde. Berlin/Weimar 1965–1989. Bd. 7).
- Heinrich Mann: Der Untertan. Roman. Mit einem Nachwort und Materialienanhang von Peter-Paul Schneider. Frankfurt a. M.: Fischer Taschenbuch Verlag, 1991 (Heinrich Mann. Studienausgabe in Einzelbänden. Hrsg. von Peter-Paul Schneider. Frankfurt a. M. 1986 ff.). [Textgrundlage für Der Untertan ist die 2. Auflage der Akademie-Ausgabe von 1967.]
- Heinrich Mann: Der Untertan. Roman. Hrsg. und kommentiert von Werner Bellmann. Mit einem Nachwort von Andrea Bartl. Illustriert von Arne Jysch. Hardcover. Ditzingen: Reclam, 2021, ISBN 978-3-15-011326-4. [Textgrundlage ist die von H. M. autorisierte erste öffentliche Ausgabe: Verlag Kurt Wolff, Leipzig 1918, 1.–7. Tausend.]
- Heinrich Mann. Der Untertan. Roman. Hrsg. und kommentiert von Werner Bellmann. Mit einem Nachwort von Andrea Bartl. Ditzingen: Reclam, (Februar) 2021 (Reclams Universal-Bibliothek. Nr. 19360), ISBN 978-3-15-019360-0. [Textgrundlage ist die von H. M. autorisierte erste öffentliche Ausgabe: Verlag Kurt Wolff, Leipzig 1918, 1.–7. Tausend.] – Durchgesehene und ergänzte Ausgabe: Ditzingen (Oktober) 2021.
- Heinrich Mann: Der Untertan, Hrsg. von Ariane Martin, Frankfurt/Main: S. Fischer, 2021, ISBN 978-3-10-397042-5 [Textgrundlage ist die Studienausgabe von Peter-Paul Schneider, gedruckt 1991 im Fischer Taschenbuch Verlag.]

### Forschungsliteratur
- Edgar Kirsch / Hildegard Schmidt: Zur Entstehung des Romans Der Untertan. In: Weimarer Beiträge 6 (1960) S. 112–131 und 433 (Nachtrag).
- Hartmut Eggert: Das persönliche Regiment. Zur Quellen- und Entstehungsgeschichte von Heinrich Manns „Untertan“. In: Neophilologus 55 (1971) S. 298–316.
- Wolfgang Emmerich: Heinrich Mann: „Der Untertan“. Fink, München 1980, 4. Aufl. 1993 (UTB 974), ISBN 3-7705-1888-8.
- Reinhard Alter: Heinrich Manns „Untertan“. Ein Prüfstein für die „Kaiserreich-Debatte“? In: Geschichte und Gesellschaft, 17, 1991, S. 370–389.
- Monika Hummelt-Wittke: Heinrich Mann: Der Untertan. München 1987. 3., überarb. und korr. Aufl. 1998. (Oldenbourg Interpretationen.)
- Peter Sprengel: Kaiser und Untertan. Zur Genese von Heinrich Manns Roman. In: Heinrich Mann-Jahrbuch 10 (1992) S. 57–73.
- Helmut Scheuer: Heinrich Mann: Der Untertan. In: Interpretationen. Romane des 20. Jahrhunderts. Bd. 1. Stuttgart 1993. (Reclam, Universal-Bibliothek. 8808.) S. 7–52.
- Frederick Betz: Heinrich Mann. Der Untertan. Erläuterungen und Dokumente. Reclam, Stuttgart 1993. Ergänzte Ausgabe 2003.
- Ariane Martin: Erotische Politik. Heinrich Manns erzählerisches Frühwerk. Würzburg 1993. [Zu Der Untertan: S. 145–257.]
- Hans Wißkirchen: Heinrich Mann Der Untertan. Epochenroman oder Satire? In: Heinrich Mann-Jahrbuch (11) 1993. S. 53–72.
- Hans Wißkirchen: Heinrich Mann: Der Untertan. Historischer Kontext – Entstehung – Interpretation. In: Materialien zur Lehrerfortbildung II. Heinrich-und-Thomas-Mann-Zentrum im Buddenbrookhaus, Lübeck 1999, S. 5–18.
- Andreas Wirsching: Kronzeuge des deutschen „Sonderwegs“? Heinrich Manns Roman „Der Untertan“ (1914). In: Epos Zeitgeschichte. Romane des 20. Jahrhunderts in zeithistorischer Sicht. Hrsg. von Johannes Hürter [u. a.]. München 2010. S. 9–25.
- Burkhard von Grafenstein: Die Darstellung des Corpsstudententums in Heinrich Manns „Der Untertan“. In: Einst und Jetzt, Bd. 59, 2014, S. 91–101.
- Manuel Clemens: Gehorsame Subjekte. Theatralität in den Untertan-Romanen von Heinrich Mann (1918) und Joachim Zelter (2012). In: New Authorities in Politics and Literature. Themenheft der Colloquia Germanica 50 (2017) Heft 3–4. S. 269–285.
- Werner Bellmann: Tagebücher und private Aufzeichnungen einer kaiserlichen Hofdame. Eine neuentdeckte Quelle für Heinrich Mann „Der Untertan“ und Martin Walsers „Angstblüte“. In: Wirkendes Wort 69 (2019) Heft 2. S. 183–196.
- Ariane Martin: Heinrich Mann „Der Untertan“ 1906 bis 1918. Entstehung und Überlieferung. Aisthesis, Bielefeld 2021.
- Werner Bellmann: Heinrich Mann: „Der Untertan“. Anmerkungen zu Druckgeschichte und Textentwicklung. In: Wirkendes Wort 72 (2022) Heft 2. S. 293–301.